# Llista d'asteroides (49001-50000)
Llista d'asteroides del 49.001 al 50.000, amb data de descoberta i descobridor. És un fragment de la llista d'asteroides completa. Als asteroides se'ls dona un número quan es confirma la seva òrbita, per tant apareixen llistats aproximadament segons la data de descobriment.
Contingut: 49001... 49101... 49201... 49301... 49401... 49501... 49601... 49701... 49801... 49901... 

| Nom                 | Designació provisional | Data de descobriment    | Descobridor/s                     |
| 49001-49100         | 49001-49100            | 49001-49100             | 49001-49100                       |
| ------------------- | ---------------------- | ----------------------- | --------------------------------- |
| 49001 -             | 1998 QZ54              | 27 d'agost del 1998     | LONEOS                            |
| 49002 -             | 1998 QX57              | 30 d'agost del 1998     | Spacewatch                        |
| 49003 -             | 1998 QC58              | 30 d'agost del 1998     | Spacewatch                        |
| 49004 -             | 1998 QK61              | 26 d'agost del 1998     | LONEOS                            |
| 49005 -             | 1998 QN62              | 27 d'agost del 1998     | BAO Schmidt CCD Asteroid Program  |
| 49006 -             | 1998 QL63              | 31 d'agost del 1998     | W. Bickel                         |
| 49007 -             | 1998 QF67              | 24 d'agost del 1998     | LINEAR                            |
| 49008 -             | 1998 QY68              | 24 d'agost del 1998     | LINEAR                            |
| 49009 -             | 1998 QZ68              | 24 d'agost del 1998     | LINEAR                            |
| 49010 -             | 1998 QF72              | 24 d'agost del 1998     | LINEAR                            |
| 49011 -             | 1998 QQ72              | 24 d'agost del 1998     | LINEAR                            |
| 49012 -             | 1998 QR72              | 24 d'agost del 1998     | LINEAR                            |
| 49013 -             | 1998 QW73              | 24 d'agost del 1998     | LINEAR                            |
| 49014 -             | 1998 QQ74              | 24 d'agost del 1998     | LINEAR                            |
| 49015 -             | 1998 QG75              | 24 d'agost del 1998     | LINEAR                            |
| 49016 -             | 1998 QJ77              | 24 d'agost del 1998     | LINEAR                            |
| 49017 -             | 1998 QN77              | 24 d'agost del 1998     | LINEAR                            |
| 49018 -             | 1998 QY84              | 24 d'agost del 1998     | LINEAR                            |
| 49019 -             | 1998 QF85              | 24 d'agost del 1998     | LINEAR                            |
| 49020 -             | 1998 QP86              | 24 d'agost del 1998     | LINEAR                            |
| 49021 -             | 1998 QL89              | 24 d'agost del 1998     | LINEAR                            |
| 49022 -             | 1998 QV91              | 28 d'agost del 1998     | LINEAR                            |
| 49023 -             | 1998 QQ93              | 28 d'agost del 1998     | LINEAR                            |
| 49024 -             | 1998 QX95              | 19 d'agost del 1998     | LINEAR                            |
| 49025 -             | 1998 QL96              | 19 d'agost del 1998     | LINEAR                            |
| 49026 -             | 1998 QW98              | 26 d'agost del 1998     | E. W. Elst                        |
| 49027 -             | 1998 QA99              | 26 d'agost del 1998     | E. W. Elst                        |
| 49028 -             | 1998 QM99              | 26 d'agost del 1998     | E. W. Elst                        |
| 49029 -             | 1998 QN102             | 26 d'agost del 1998     | E. W. Elst                        |
| 49030 -             | 1998 QL103             | 26 d'agost del 1998     | E. W. Elst                        |
| 49031 -             | 1998 QT103             | 26 d'agost del 1998     | E. W. Elst                        |
| 49032 -             | 1998 QS104             | 26 d'agost del 1998     | E. W. Elst                        |
| 49033 -             | 1998 QL105             | 25 d'agost del 1998     | E. W. Elst                        |
| 49034 -             | 1998 QS105             | 25 d'agost del 1998     | E. W. Elst                        |
| 49035 -             | 1998 QX106             | 25 d'agost del 1998     | E. W. Elst                        |
| 49036 Pelion        | 1998 QM107             | 21 d'agost del 1998     | R. J. Whiteley, D. J. Tholen      |
| 49037 -             | 1998 QV107             | 17 d'agost del 1998     | LINEAR                            |
| 49038 -             | 1998 QY109             | 23 d'agost del 1998     | LINEAR                            |
| 49039 -             | 1998 RH                | 1 de setembre del 1998  | F. B. Zoltowski                   |
| 49040 -             | 1998 RO                | 9 de setembre del 1998  | ODAS                              |
| 49041 -             | 1998 RW                | 12 de setembre del 1998 | T. Kobayashi                      |
| 49042 -             | 1998 RD2               | 12 de setembre del 1998 | F. B. Zoltowski                   |
| 49043 -             | 1998 RG4               | 14 de setembre del 1998 | LINEAR                            |
| 49044 -             | 1998 RL15              | 15 de setembre del 1998 | Spacewatch                        |
| 49045 -             | 1998 RC17              | 14 de setembre del 1998 | LINEAR                            |
| 49046 -             | 1998 RV18              | 14 de setembre del 1998 | LINEAR                            |
| 49047 -             | 1998 RK20              | 14 de setembre del 1998 | LINEAR                            |
| 49048 -             | 1998 RZ21              | 15 de setembre del 1998 | Spacewatch                        |
| 49049 -             | 1998 RF25              | 14 de setembre del 1998 | LINEAR                            |
| 49050 -             | 1998 RL26              | 14 de setembre del 1998 | LINEAR                            |
| 49051 -             | 1998 RW27              | 14 de setembre del 1998 | LINEAR                            |
| 49052 -             | 1998 RV32              | 14 de setembre del 1998 | LINEAR                            |
| 49053 -             | 1998 RY33              | 14 de setembre del 1998 | LINEAR                            |
| 49054 -             | 1998 RQ34              | 14 de setembre del 1998 | LINEAR                            |
| 49055 -             | 1998 RQ35              | 14 de setembre del 1998 | LINEAR                            |
| 49056 -             | 1998 RZ39              | 14 de setembre del 1998 | LINEAR                            |
| 49057 -             | 1998 RZ41              | 14 de setembre del 1998 | LINEAR                            |
| 49058 -             | 1998 RQ42              | 14 de setembre del 1998 | LINEAR                            |
| 49059 -             | 1998 RP44              | 14 de setembre del 1998 | LINEAR                            |
| 49060 -             | 1998 RJ46              | 14 de setembre del 1998 | LINEAR                            |
| 49061 -             | 1998 RF47              | 14 de setembre del 1998 | LINEAR                            |
| 49062 -             | 1998 RR47              | 14 de setembre del 1998 | LINEAR                            |
| 49063 -             | 1998 RN48              | 14 de setembre del 1998 | LINEAR                            |
| 49064 -             | 1998 RV49              | 14 de setembre del 1998 | LINEAR                            |
| 49065 -             | 1998 RE50              | 14 de setembre del 1998 | LINEAR                            |
| 49066 -             | 1998 RN53              | 14 de setembre del 1998 | LINEAR                            |
| 49067 -             | 1998 RP53              | 14 de setembre del 1998 | LINEAR                            |
| 49068 -             | 1998 RF54              | 14 de setembre del 1998 | LINEAR                            |
| 49069 -             | 1998 RM54              | 14 de setembre del 1998 | LINEAR                            |
| 49070 -             | 1998 RV54              | 14 de setembre del 1998 | LINEAR                            |
| 49071 -             | 1998 RQ56              | 14 de setembre del 1998 | LINEAR                            |
| 49072 -             | 1998 RY57              | 14 de setembre del 1998 | LINEAR                            |
| 49073 -             | 1998 RA58              | 14 de setembre del 1998 | LINEAR                            |
| 49074 -             | 1998 RE58              | 14 de setembre del 1998 | LINEAR                            |
| 49075 -             | 1998 RJ58              | 14 de setembre del 1998 | LINEAR                            |
| 49076 -             | 1998 RB59              | 14 de setembre del 1998 | LINEAR                            |
| 49077 -             | 1998 RT59              | 14 de setembre del 1998 | LINEAR                            |
| 49078 -             | 1998 RX59              | 14 de setembre del 1998 | LINEAR                            |
| 49079 -             | 1998 RJ62              | 14 de setembre del 1998 | LINEAR                            |
| 49080 -             | 1998 RP63              | 14 de setembre del 1998 | LINEAR                            |
| 49081 -             | 1998 RA64              | 14 de setembre del 1998 | LINEAR                            |
| 49082 -             | 1998 RB64              | 14 de setembre del 1998 | LINEAR                            |
| 49083 -             | 1998 RS64              | 14 de setembre del 1998 | LINEAR                            |
| 49084 -             | 1998 RU65              | 14 de setembre del 1998 | LINEAR                            |
| 49085 -             | 1998 RO67              | 14 de setembre del 1998 | LINEAR                            |
| 49086 -             | 1998 RB68              | 14 de setembre del 1998 | LINEAR                            |
| 49087 -             | 1998 RC68              | 14 de setembre del 1998 | LINEAR                            |
| 49088 -             | 1998 RS68              | 14 de setembre del 1998 | LINEAR                            |
| 49089 -             | 1998 RR69              | 14 de setembre del 1998 | LINEAR                            |
| 49090 -             | 1998 RV69              | 14 de setembre del 1998 | LINEAR                            |
| 49091 -             | 1998 RZ70              | 14 de setembre del 1998 | LINEAR                            |
| 49092 -             | 1998 RK71              | 14 de setembre del 1998 | LINEAR                            |
| 49093 -             | 1998 RG72              | 14 de setembre del 1998 | LINEAR                            |
| 49094 -             | 1998 RQ72              | 14 de setembre del 1998 | LINEAR                            |
| 49095 -             | 1998 RT72              | 14 de setembre del 1998 | LINEAR                            |
| 49096 -             | 1998 RL73              | 14 de setembre del 1998 | LINEAR                            |
| 49097 -             | 1998 RU73              | 14 de setembre del 1998 | LINEAR                            |
| 49098 -             | 1998 RZ73              | 14 de setembre del 1998 | LINEAR                            |
| 49099 -             | 1998 RB74              | 14 de setembre del 1998 | LINEAR                            |
| 49100 -             | 1998 RT74              | 14 de setembre del 1998 | LINEAR                            |
| 49101-49200         |                        |                         |                                   |
| 49101 -             | 1998 RE76              | 14 de setembre del 1998 | LINEAR                            |
| 49102 -             | 1998 RQ76              | 14 de setembre del 1998 | LINEAR                            |
| 49103 -             | 1998 RE78              | 14 de setembre del 1998 | LINEAR                            |
| 49104 -             | 1998 RC79              | 14 de setembre del 1998 | LINEAR                            |
| 49105 -             | 1998 RT79              | 14 de setembre del 1998 | LINEAR                            |
| 49106 -             | 1998 SY                | 16 de setembre del 1998 | ODAS                              |
| 49107 -             | 1998 SG1               | 16 de setembre del 1998 | ODAS                              |
| 49108 -             | 1998 SQ1               | 16 de setembre del 1998 | ODAS                              |
| 49109 Agnesraab     | 1998 SO2               | 18 de setembre del 1998 | R. Linderholm                     |
| 49110 -             | 1998 SU2               | 16 de setembre del 1998 | P. Pravec, L. Šarounová           |
| 49111 -             | 1998 SE6               | 20 de setembre del 1998 | Spacewatch                        |
| 49112 -             | 1998 SF6               | 20 de setembre del 1998 | Spacewatch                        |
| 49113 -             | 1998 SK7               | 20 de setembre del 1998 | Spacewatch                        |
| 49114 -             | 1998 ST7               | 20 de setembre del 1998 | Spacewatch                        |
| 49115 -             | 1998 SL9               | 17 de setembre del 1998 | BAO Schmidt CCD Asteroid Program  |
| 49116 -             | 1998 SX9               | 18 de setembre del 1998 | Višnjan Observatory               |
| 49117 -             | 1998 SC10              | 16 de setembre del 1998 | ODAS                              |
| 49118 -             | 1998 SL10              | 19 de setembre del 1998 | ODAS                              |
| 49119 -             | 1998 SX11              | 19 de setembre del 1998 | ODAS                              |
| 49120 -             | 1998 SJ12              | 17 de setembre del 1998 | Višnjan Observatory               |
| 49121 -             | 1998 SL14              | 17 de setembre del 1998 | LONEOS                            |
| 49122 -             | 1998 SR14              | 17 de setembre del 1998 | LONEOS                            |
| 49123 -             | 1998 SX16              | 17 de setembre del 1998 | Spacewatch                        |
| 49124 -             | 1998 SF17              | 17 de setembre del 1998 | Spacewatch                        |
| 49125 -             | 1998 SB22              | 23 de setembre del 1998 | Višnjan Observatory               |
| 49126 -             | 1998 SF22              | 23 de setembre del 1998 | Višnjan Observatory               |
| 49127 -             | 1998 ST22              | 24 de setembre del 1998 | Višnjan Observatory               |
| 49128 -             | 1998 SD23              | 17 de setembre del 1998 | LONEOS                            |
| 49129 -             | 1998 SW23              | 17 de setembre del 1998 | LONEOS                            |
| 49130 -             | 1998 SQ24              | 17 de setembre del 1998 | LONEOS                            |
| 49131 -             | 1998 SV24              | 17 de setembre del 1998 | LONEOS                            |
| 49132 -             | 1998 SW24              | 17 de setembre del 1998 | LONEOS                            |
| 49133 -             | 1998 SC25              | 19 de setembre del 1998 | LONEOS                            |
| 49134 -             | 1998 SF27              | 18 de setembre del 1998 | Višnjan Observatory               |
| 49135 -             | 1998 SP28              | 17 de setembre del 1998 | Spacewatch                        |
| 49136 -             | 1998 SY33              | 26 de setembre del 1998 | LINEAR                            |
| 49137 -             | 1998 SC35              | 26 de setembre del 1998 | LINEAR                            |
| 49138 -             | 1998 SV36              | 20 de setembre del 1998 | Spacewatch                        |
| 49139 -             | 1998 SF37              | 21 de setembre del 1998 | Spacewatch                        |
| 49140 -             | 1998 SU40              | 25 de setembre del 1998 | Spacewatch                        |
| 49141 -             | 1998 SM41              | 25 de setembre del 1998 | Spacewatch                        |
| 49142 -             | 1998 SQ42              | 23 de setembre del 1998 | Farra d'Isonzo                    |
| 49143 -             | 1998 SK43              | 23 de setembre del 1998 | BAO Schmidt CCD Asteroid Program  |
| 49144 -             | 1998 SB46              | 25 de setembre del 1998 | Spacewatch                        |
| 49145 -             | 1998 SD46              | 25 de setembre del 1998 | Spacewatch                        |
| 49146 -             | 1998 SN48              | 27 de setembre del 1998 | Spacewatch                        |
| 49147 -             | 1998 SR48              | 27 de setembre del 1998 | Spacewatch                        |
| 49148 -             | 1998 SB49              | 23 de setembre del 1998 | Višnjan Observatory               |
| 49149 -             | 1998 SD49              | 24 de setembre del 1998 | Višnjan Observatory               |
| 49150 -             | 1998 SO50              | 26 de setembre del 1998 | Spacewatch                        |
| 49151 -             | 1998 SM51              | 27 de setembre del 1998 | Spacewatch                        |
| 49152 -             | 1998 SQ52              | 29 de setembre del 1998 | Spacewatch                        |
| 49153 -             | 1998 ST52              | 30 de setembre del 1998 | Spacewatch                        |
| 49154 -             | 1998 SM53              | 16 de setembre del 1998 | LONEOS                            |
| 49155 -             | 1998 SZ53              | 16 de setembre del 1998 | LONEOS                            |
| 49156 -             | 1998 SN54              | 16 de setembre del 1998 | LONEOS                            |
| 49157 -             | 1998 SQ54              | 16 de setembre del 1998 | LONEOS                            |
| 49158 -             | 1998 SB55              | 16 de setembre del 1998 | LONEOS                            |
| 49159 -             | 1998 SK55              | 16 de setembre del 1998 | LONEOS                            |
| 49160 -             | 1998 SW55              | 16 de setembre del 1998 | LONEOS                            |
| 49161 -             | 1998 SE56              | 16 de setembre del 1998 | LONEOS                            |
| 49162 -             | 1998 SO56              | 16 de setembre del 1998 | LONEOS                            |
| 49163 -             | 1998 SQ56              | 17 de setembre del 1998 | LONEOS                            |
| 49164 -             | 1998 ST56              | 17 de setembre del 1998 | LONEOS                            |
| 49165 -             | 1998 SU56              | 17 de setembre del 1998 | LONEOS                            |
| 49166 -             | 1998 SL57              | 17 de setembre del 1998 | LONEOS                            |
| 49167 -             | 1998 SP57              | 17 de setembre del 1998 | LONEOS                            |
| 49168 -             | 1998 SB58              | 17 de setembre del 1998 | LONEOS                            |
| 49169 -             | 1998 SL59              | 17 de setembre del 1998 | LONEOS                            |
| 49170 -             | 1998 SN59              | 17 de setembre del 1998 | LONEOS                            |
| 49171 -             | 1998 SD60              | 17 de setembre del 1998 | LONEOS                            |
| 49172 -             | 1998 SE60              | 17 de setembre del 1998 | LONEOS                            |
| 49173 -             | 1998 SQ63              | 29 de setembre del 1998 | BAO Schmidt CCD Asteroid Program  |
| 49174 -             | 1998 SA64              | 20 de setembre del 1998 | E. W. Elst                        |
| 49175 -             | 1998 SG65              | 20 de setembre del 1998 | E. W. Elst                        |
| 49176 -             | 1998 SS65              | 20 de setembre del 1998 | E. W. Elst                        |
| 49177 -             | 1998 SU65              | 20 de setembre del 1998 | E. W. Elst                        |
| 49178 -             | 1998 SB67              | 20 de setembre del 1998 | E. W. Elst                        |
| 49179 -             | 1998 SC67              | 20 de setembre del 1998 | E. W. Elst                        |
| 49180 -             | 1998 SE67              | 20 de setembre del 1998 | E. W. Elst                        |
| 49181 -             | 1998 SU67              | 20 de setembre del 1998 | E. W. Elst                        |
| 49182 -             | 1998 SP69              | 19 de setembre del 1998 | LINEAR                            |
| 49183 -             | 1998 SW72              | 21 de setembre del 1998 | E. W. Elst                        |
| 49184 -             | 1998 SW73              | 21 de setembre del 1998 | E. W. Elst                        |
| 49185 -             | 1998 SA74              | 21 de setembre del 1998 | E. W. Elst                        |
| 49186 -             | 1998 SS75              | 20 de setembre del 1998 | BAO Schmidt CCD Asteroid Program  |
| 49187 -             | 1998 SY75              | 18 de setembre del 1998 | Osservatorio San Vittore          |
| 49188 -             | 1998 SZ79              | 26 de setembre del 1998 | LINEAR                            |
| 49189 -             | 1998 SJ80              | 26 de setembre del 1998 | LINEAR                            |
| 49190 -             | 1998 SL81              | 26 de setembre del 1998 | LINEAR                            |
| 49191 -             | 1998 SN85              | 26 de setembre del 1998 | LINEAR                            |
| 49192 -             | 1998 SU89              | 26 de setembre del 1998 | LINEAR                            |
| 49193 -             | 1998 SM91              | 26 de setembre del 1998 | LINEAR                            |
| 49194 -             | 1998 SX95              | 26 de setembre del 1998 | LINEAR                            |
| 49195 -             | 1998 SG102             | 26 de setembre del 1998 | LINEAR                            |
| 49196 -             | 1998 SU103             | 26 de setembre del 1998 | LINEAR                            |
| 49197 -             | 1998 SC104             | 26 de setembre del 1998 | LINEAR                            |
| 49198 -             | 1998 SG107             | 26 de setembre del 1998 | LINEAR                            |
| 49199 -             | 1998 SQ107             | 26 de setembre del 1998 | LINEAR                            |
| 49200 -             | 1998 SW107             | 26 de setembre del 1998 | LINEAR                            |
| 49201-49300         |                        |                         |                                   |
| 49201 -             | 1998 SH110             | 26 de setembre del 1998 | LINEAR                            |
| 49202 -             | 1998 SE111             | 26 de setembre del 1998 | LINEAR                            |
| 49203 -             | 1998 SW115             | 26 de setembre del 1998 | LINEAR                            |
| 49204 -             | 1998 SR116             | 26 de setembre del 1998 | LINEAR                            |
| 49205 -             | 1998 SZ117             | 26 de setembre del 1998 | LINEAR                            |
| 49206 -             | 1998 SR118             | 26 de setembre del 1998 | LINEAR                            |
| 49207 -             | 1998 SV118             | 26 de setembre del 1998 | LINEAR                            |
| 49208 -             | 1998 SB119             | 26 de setembre del 1998 | LINEAR                            |
| 49209 -             | 1998 SN119             | 26 de setembre del 1998 | LINEAR                            |
| 49210 -             | 1998 ST119             | 26 de setembre del 1998 | LINEAR                            |
| 49211 -             | 1998 SX119             | 26 de setembre del 1998 | LINEAR                            |
| 49212 -             | 1998 SM121             | 26 de setembre del 1998 | LINEAR                            |
| 49213 -             | 1998 SW122             | 26 de setembre del 1998 | LINEAR                            |
| 49214 -             | 1998 SJ123             | 26 de setembre del 1998 | LINEAR                            |
| 49215 -             | 1998 SE124             | 26 de setembre del 1998 | LINEAR                            |
| 49216 -             | 1998 SH124             | 26 de setembre del 1998 | LINEAR                            |
| 49217 -             | 1998 SJ124             | 26 de setembre del 1998 | LINEAR                            |
| 49218 -             | 1998 SQ124             | 26 de setembre del 1998 | LINEAR                            |
| 49219 -             | 1998 SR124             | 26 de setembre del 1998 | LINEAR                            |
| 49220 -             | 1998 SA129             | 26 de setembre del 1998 | LINEAR                            |
| 49221 -             | 1998 SR129             | 26 de setembre del 1998 | LINEAR                            |
| 49222 -             | 1998 SM135             | 26 de setembre del 1998 | LINEAR                            |
| 49223 -             | 1998 SA136             | 26 de setembre del 1998 | LINEAR                            |
| 49224 -             | 1998 SK136             | 26 de setembre del 1998 | LINEAR                            |
| 49225 -             | 1998 SV136             | 26 de setembre del 1998 | LINEAR                            |
| 49226 -             | 1998 SX136             | 26 de setembre del 1998 | LINEAR                            |
| 49227 -             | 1998 SC137             | 26 de setembre del 1998 | LINEAR                            |
| 49228 -             | 1998 SK137             | 26 de setembre del 1998 | LINEAR                            |
| 49229 -             | 1998 SB140             | 26 de setembre del 1998 | LINEAR                            |
| 49230 -             | 1998 SL140             | 26 de setembre del 1998 | LINEAR                            |
| 49231 -             | 1998 ST140             | 26 de setembre del 1998 | LINEAR                            |
| 49232 -             | 1998 SB143             | 26 de setembre del 1998 | LINEAR                            |
| 49233 -             | 1998 SE145             | 20 de setembre del 1998 | E. W. Elst                        |
| 49234 -             | 1998 SL146             | 20 de setembre del 1998 | E. W. Elst                        |
| 49235 -             | 1998 SZ146             | 20 de setembre del 1998 | E. W. Elst                        |
| 49236 -             | 1998 SK151             | 26 de setembre del 1998 | LINEAR                            |
| 49237 -             | 1998 SW153             | 26 de setembre del 1998 | LINEAR                            |
| 49238 -             | 1998 SE157             | 26 de setembre del 1998 | LINEAR                            |
| 49239 -             | 1998 SE164             | 18 de setembre del 1998 | E. W. Elst                        |
| 49240 -             | 1998 SF164             | 18 de setembre del 1998 | E. W. Elst                        |
| 49241 -             | 1998 TQ3               | 14 d'octubre del 1998   | LINEAR                            |
| 49242 -             | 1998 TD5               | 13 d'octubre del 1998   | K. Korlević                       |
| 49243 -             | 1998 TE5               | 13 d'octubre del 1998   | K. Korlević                       |
| 49244 -             | 1998 TG5               | 13 d'octubre del 1998   | K. Korlević                       |
| 49245 -             | 1998 TS5               | 13 d'octubre del 1998   | K. Korlević                       |
| 49246 -             | 1998 TF6               | 15 d'octubre del 1998   | K. Korlević                       |
| 49247 -             | 1998 TL6               | 13 d'octubre del 1998   | L. Šarounová                      |
| 49248 -             | 1998 TX7               | 13 d'octubre del 1998   | Spacewatch                        |
| 49249 -             | 1998 TV13              | 13 d'octubre del 1998   | Spacewatch                        |
| 49250 -             | 1998 TD15              | 14 d'octubre del 1998   | Spacewatch                        |
| 49251 -             | 1998 TR17              | 15 d'octubre del 1998   | K. Korlević                       |
| 49252 -             | 1998 TZ18              | 14 d'octubre del 1998   | BAO Schmidt CCD Asteroid Program  |
| 49253 -             | 1998 TF21              | 13 d'octubre del 1998   | Spacewatch                        |
| 49254 -             | 1998 TQ25              | 14 d'octubre del 1998   | Spacewatch                        |
| 49255 -             | 1998 TJ29              | 15 d'octubre del 1998   | Spacewatch                        |
| 49256 -             | 1998 TA31              | 10 d'octubre del 1998   | LONEOS                            |
| 49257 -             | 1998 TJ31              | 10 d'octubre del 1998   | LONEOS                            |
| 49258 -             | 1998 TM32              | 11 d'octubre del 1998   | LONEOS                            |
| 49259 -             | 1998 TF33              | 14 d'octubre del 1998   | LONEOS                            |
| 49260 -             | 1998 TU33              | 14 d'octubre del 1998   | LONEOS                            |
| 49261 -             | 1998 TW33              | 14 d'octubre del 1998   | LONEOS                            |
| 49262 -             | 1998 TY34              | 14 d'octubre del 1998   | LONEOS                            |
| 49263 -             | 1998 TJ36              | 11 d'octubre del 1998   | LONEOS                            |
| 49264 -             | 1998 UC                | 16 d'octubre del 1998   | CSS                               |
| 49265 -             | 1998 UM3               | 20 d'octubre del 1998   | ODAS                              |
| 49266 -             | 1998 UW5               | 22 d'octubre del 1998   | ODAS                              |
| 49267 -             | 1998 UU6               | 18 d'octubre del 1998   | T. Kagawa                         |
| 49268 -             | 1998 UV7               | 23 d'octubre del 1998   | K. Korlević                       |
| 49269 -             | 1998 UW7               | 23 d'octubre del 1998   | K. Korlević                       |
| 49270 -             | 1998 UB9               | 17 d'octubre del 1998   | BAO Schmidt CCD Asteroid Program  |
| 49271 -             | 1998 UG15              | 20 d'octubre del 1998   | F. B. Zoltowski                   |
| 49272 -             | 1998 UT16              | 27 d'octubre del 1998   | R. A. Tucker                      |
| 49273 -             | 1998 UY18              | 27 d'octubre del 1998   | K. Korlević                       |
| 49274 -             | 1998 UB20              | 28 d'octubre del 1998   | K. Korlević                       |
| 49275 -             | 1998 UO20              | 28 d'octubre del 1998   | K. Korlević                       |
| 49276 -             | 1998 UA21              | 29 d'octubre del 1998   | K. Korlević                       |
| 49277 -             | 1998 UK22              | 28 d'octubre del 1998   | LINEAR                            |
| 49278 -             | 1998 UO22              | 28 d'octubre del 1998   | LINEAR                            |
| 49279 -             | 1998 UP22              | 28 d'octubre del 1998   | LINEAR                            |
| 49280 -             | 1998 UT22              | 28 d'octubre del 1998   | J. Broughton                      |
| 49281 -             | 1998 UX22              | 30 d'octubre del 1998   | K. Korlević                       |
| 49282 -             | 1998 UA24              | 17 d'octubre del 1998   | LONEOS                            |
| 49283 -             | 1998 UG29              | 18 d'octubre del 1998   | E. W. Elst                        |
| 49284 -             | 1998 US29              | 18 d'octubre del 1998   | E. W. Elst                        |
| 49285 -             | 1998 UT29              | 18 d'octubre del 1998   | E. W. Elst                        |
| 49286 -             | 1998 UC30              | 18 d'octubre del 1998   | E. W. Elst                        |
| 49287 -             | 1998 US31              | 22 d'octubre del 1998   | BAO Schmidt CCD Asteroid Program  |
| 49288 -             | 1998 UD33              | 28 d'octubre del 1998   | LINEAR                            |
| 49289 -             | 1998 UH40              | 28 d'octubre del 1998   | LINEAR                            |
| 49290 -             | 1998 UV41              | 28 d'octubre del 1998   | LINEAR                            |
| 49291 -             | 1998 VJ                | 8 de novembre del 1998  | I. P. Griffin                     |
| 49292 -             | 1998 VA1               | 10 de novembre del 1998 | LINEAR                            |
| 49293 -             | 1998 VK1               | 10 de novembre del 1998 | LINEAR                            |
| 49294 -             | 1998 VG2               | 10 de novembre del 1998 | ODAS                              |
| 49295 -             | 1998 VJ2               | 10 de novembre del 1998 | ODAS                              |
| 49296 -             | 1998 VD3               | 10 de novembre del 1998 | ODAS                              |
| 49297 -             | 1998 VY4               | 11 de novembre del 1998 | T. Stafford                       |
| 49298 -             | 1998 VS5               | 2 de novembre del 1998  | J. V. McClusky                    |
| 49299 -             | 1998 VU5               | 11 de novembre del 1998 | T. Kagawa                         |
| 49300 -             | 1998 VZ5               | 13 de novembre del 1998 | G. Hug, G. Bell                   |
| 49301-49400         |                        |                         |                                   |
| 49301 -             | 1998 VD6               | 11 de novembre del 1998 | T. Kagawa                         |
| 49302 -             | 1998 VW7               | 10 de novembre del 1998 | LINEAR                            |
| 49303 -             | 1998 VN9               | 10 de novembre del 1998 | LINEAR                            |
| 49304 -             | 1998 VT9               | 10 de novembre del 1998 | LINEAR                            |
| 49305 -             | 1998 VQ13              | 10 de novembre del 1998 | LINEAR                            |
| 49306 -             | 1998 VS13              | 10 de novembre del 1998 | LINEAR                            |
| 49307 -             | 1998 VJ15              | 10 de novembre del 1998 | LINEAR                            |
| 49308 -             | 1998 VV15              | 10 de novembre del 1998 | LINEAR                            |
| 49309 -             | 1998 VB16              | 10 de novembre del 1998 | LINEAR                            |
| 49310 -             | 1998 VD17              | 10 de novembre del 1998 | LINEAR                            |
| 49311 -             | 1998 VZ17              | 10 de novembre del 1998 | LINEAR                            |
| 49312 -             | 1998 VA18              | 10 de novembre del 1998 | LINEAR                            |
| 49313 -             | 1998 VM18              | 10 de novembre del 1998 | LINEAR                            |
| 49314 -             | 1998 VN19              | 10 de novembre del 1998 | LINEAR                            |
| 49315 -             | 1998 VP21              | 10 de novembre del 1998 | LINEAR                            |
| 49316 -             | 1998 VX23              | 10 de novembre del 1998 | LINEAR                            |
| 49317 -             | 1998 VN24              | 10 de novembre del 1998 | LINEAR                            |
| 49318 -             | 1998 VE25              | 10 de novembre del 1998 | LINEAR                            |
| 49319 -             | 1998 VT25              | 10 de novembre del 1998 | LINEAR                            |
| 49320 -             | 1998 VJ26              | 10 de novembre del 1998 | LINEAR                            |
| 49321 -             | 1998 VY28              | 10 de novembre del 1998 | LINEAR                            |
| 49322 -             | 1998 VN29              | 10 de novembre del 1998 | LINEAR                            |
| 49323 -             | 1998 VN30              | 10 de novembre del 1998 | LINEAR                            |
| 49324 -             | 1998 VX30              | 10 de novembre del 1998 | LINEAR                            |
| 49325 -             | 1998 VK31              | 14 de novembre del 1998 | T. Kobayashi                      |
| 49326 -             | 1998 VL31              | 14 de novembre del 1998 | T. Kobayashi                      |
| 49327 -             | 1998 VZ33              | 11 de novembre del 1998 | Farra d'Isonzo                    |
| 49328 -             | 1998 VL35              | 1 de novembre del 1998  | BAO Schmidt CCD Asteroid Program  |
| 49329 -             | 1998 VQ35              | 9 de novembre del 1998  | BAO Schmidt CCD Asteroid Program  |
| 49330 -             | 1998 VE36              | 14 de novembre del 1998 | LINEAR                            |
| 49331 -             | 1998 VZ37              | 10 de novembre del 1998 | LINEAR                            |
| 49332 -             | 1998 VC44              | 15 de novembre del 1998 | K. Korlević                       |
| 49333 -             | 1998 VP45              | 11 de novembre del 1998 | LONEOS                            |
| 49334 -             | 1998 VU45              | 14 de novembre del 1998 | LONEOS                            |
| 49335 -             | 1998 VV45              | 14 de novembre del 1998 | LONEOS                            |
| 49336 -             | 1998 VC49              | 10 de novembre del 1998 | LINEAR                            |
| 49337 -             | 1998 VN50              | 11 de novembre del 1998 | LINEAR                            |
| 49338 -             | 1998 VR51              | 13 de novembre del 1998 | LINEAR                            |
| 49339 -             | 1998 VH54              | 14 de novembre del 1998 | LINEAR                            |
| 49340 -             | 1998 WG                | 16 de novembre del 1998 | A. Boattini, L. Tesi              |
| 49341 -             | 1998 WW2               | 17 de novembre del 1998 | ODAS                              |
| 49342 -             | 1998 WE3               | 18 de novembre del 1998 | T. Kagawa                         |
| 49343 -             | 1998 WH3               | 19 de novembre del 1998 | T. Kobayashi                      |
| 49344 -             | 1998 WC4               | 20 de novembre del 1998 | Farra d'Isonzo                    |
| 49345 -             | 1998 WH4               | 18 de novembre del 1998 | S. Ueda, H. Kaneda                |
| 49346 -             | 1998 WK4               | 21 de novembre del 1998 | P. G. Comba                       |
| 49347 -             | 1998 WQ4               | 18 de novembre del 1998 | CSS                               |
| 49348 -             | 1998 WO6               | 23 de novembre del 1998 | T. Kobayashi                      |
| 49349 -             | 1998 WW6               | 24 de novembre del 1998 | W. R. Cooney Jr., P. M. Motl      |
| 49350 Katheynix     | 1998 WQ8               | 27 de novembre del 1998 | W. R. Cooney Jr.                  |
| 49351 -             | 1998 WE9               | 27 de novembre del 1998 | K. Korlević                       |
| 49352 -             | 1998 WS9               | 28 de novembre del 1998 | K. Korlević                       |
| 49353 -             | 1998 WY9               | 18 de novembre del 1998 | LINEAR                            |
| 49354 -             | 1998 WP11              | 21 de novembre del 1998 | LINEAR                            |
| 49355 -             | 1998 WH12              | 21 de novembre del 1998 | LINEAR                            |
| 49356 -             | 1998 WT13              | 21 de novembre del 1998 | LINEAR                            |
| 49357 -             | 1998 WG14              | 21 de novembre del 1998 | LINEAR                            |
| 49358 -             | 1998 WZ14              | 21 de novembre del 1998 | LINEAR                            |
| 49359 -             | 1998 WB15              | 21 de novembre del 1998 | LINEAR                            |
| 49360 -             | 1998 WM15              | 21 de novembre del 1998 | LINEAR                            |
| 49361 -             | 1998 WN15              | 21 de novembre del 1998 | LINEAR                            |
| 49362 -             | 1998 WW16              | 21 de novembre del 1998 | LINEAR                            |
| 49363 -             | 1998 WZ16              | 21 de novembre del 1998 | LINEAR                            |
| 49364 -             | 1998 WG17              | 21 de novembre del 1998 | LINEAR                            |
| 49365 -             | 1998 WR18              | 21 de novembre del 1998 | LINEAR                            |
| 49366 -             | 1998 WY18              | 21 de novembre del 1998 | LINEAR                            |
| 49367 -             | 1998 WK19              | 23 de novembre del 1998 | LINEAR                            |
| 49368 -             | 1998 WN19              | 23 de novembre del 1998 | LINEAR                            |
| 49369 -             | 1998 WO19              | 23 de novembre del 1998 | LINEAR                            |
| 49370 -             | 1998 WS21              | 18 de novembre del 1998 | LINEAR                            |
| 49371 -             | 1998 WZ21              | 18 de novembre del 1998 | LINEAR                            |
| 49372 -             | 1998 WL30              | 26 de novembre del 1998 | Spacewatch                        |
| 49373 -             | 1998 WO35              | 18 de novembre del 1998 | Spacewatch                        |
| 49374 -             | 1998 WD36              | 19 de novembre del 1998 | Spacewatch                        |
| 49375 -             | 1998 WW36              | 21 de novembre del 1998 | Spacewatch                        |
| 49376 -             | 1998 WB41              | 18 de novembre del 1998 | LINEAR                            |
| 49377 -             | 1998 WP41              | 24 de novembre del 1998 | LINEAR                            |
| 49378 -             | 1998 XU2               | 7 de desembre del 1998  | BAO Schmidt CCD Asteroid Program  |
| 49379 -             | 1998 XF3               | 8 de desembre del 1998  | BAO Schmidt CCD Asteroid Program  |
| 49380 -             | 1998 XU4               | 12 de desembre del 1998 | T. Kobayashi                      |
| 49381 -             | 1998 XX4               | 12 de desembre del 1998 | T. Kobayashi                      |
| 49382 -             | 1998 XG5               | 12 de desembre del 1998 | R. A. Tucker                      |
| 49383 -             | 1998 XP6               | 8 de desembre del 1998  | Spacewatch                        |
| 49384 -             | 1998 XX9               | 12 de desembre del 1998 | R. Roy                            |
| 49385 -             | 1998 XA12              | 14 de desembre del 1998 | LINEAR                            |
| 49386 -             | 1998 XH12              | 4 de desembre del 1998  | BAO Schmidt CCD Asteroid Program  |
| 49387 -             | 1998 XH16              | 14 de desembre del 1998 | LINEAR                            |
| 49388 -             | 1998 XR20              | 10 de desembre del 1998 | Spacewatch                        |
| 49389 -             | 1998 XS20              | 10 de desembre del 1998 | Spacewatch                        |
| 49390 -             | 1998 XO21              | 10 de desembre del 1998 | Spacewatch                        |
| 49391 -             | 1998 XH25              | 13 de desembre del 1998 | Spacewatch                        |
| 49392 -             | 1998 XD26              | 15 de desembre del 1998 | BAO Schmidt CCD Asteroid Program  |
| 49393 -             | 1998 XC28              | 14 de desembre del 1998 | LINEAR                            |
| 49394 -             | 1998 XT29              | 14 de desembre del 1998 | LINEAR                            |
| 49395 -             | 1998 XW32              | 14 de desembre del 1998 | LINEAR                            |
| 49396 -             | 1998 XG40              | 14 de desembre del 1998 | LINEAR                            |
| 49397 -             | 1998 XU40              | 14 de desembre del 1998 | LINEAR                            |
| 49398 -             | 1998 XO41              | 14 de desembre del 1998 | LINEAR                            |
| 49399 -             | 1998 XK44              | 14 de desembre del 1998 | LINEAR                            |
| 49400 -             | 1998 XS44              | 14 de desembre del 1998 | LINEAR                            |
| 49401-49500         |                        |                         |                                   |
| 49401 -             | 1998 XT44              | 14 de desembre del 1998 | LINEAR                            |
| 49402 -             | 1998 XZ44              | 14 de desembre del 1998 | LINEAR                            |
| 49403 -             | 1998 XE45              | 14 de desembre del 1998 | LINEAR                            |
| 49404 -             | 1998 XN45              | 14 de desembre del 1998 | LINEAR                            |
| 49405 -             | 1998 XW46              | 14 de desembre del 1998 | LINEAR                            |
| 49406 -             | 1998 XP47              | 14 de desembre del 1998 | LINEAR                            |
| 49407 -             | 1998 XC50              | 14 de desembre del 1998 | LINEAR                            |
| 49408 -             | 1998 XL50              | 14 de desembre del 1998 | LINEAR                            |
| 49409 -             | 1998 XS50              | 14 de desembre del 1998 | LINEAR                            |
| 49410 -             | 1998 XR51              | 14 de desembre del 1998 | LINEAR                            |
| 49411 -             | 1998 XT51              | 14 de desembre del 1998 | LINEAR                            |
| 49412 -             | 1998 XV55              | 15 de desembre del 1998 | LINEAR                            |
| 49413 -             | 1998 XZ62              | 14 de desembre del 1998 | LINEAR                            |
| 49414 -             | 1998 XT65              | 14 de desembre del 1998 | LINEAR                            |
| 49415 -             | 1998 XE68              | 14 de desembre del 1998 | LINEAR                            |
| 49416 -             | 1998 XG73              | 14 de desembre del 1998 | LINEAR                            |
| 49417 -             | 1998 XM73              | 14 de desembre del 1998 | LINEAR                            |
| 49418 -             | 1998 XP73              | 14 de desembre del 1998 | LINEAR                            |
| 49419 -             | 1998 XJ74              | 14 de desembre del 1998 | LINEAR                            |
| 49420 -             | 1998 XK74              | 14 de desembre del 1998 | LINEAR                            |
| 49421 -             | 1998 XC77              | 15 de desembre del 1998 | LINEAR                            |
| 49422 -             | 1998 XM77              | 15 de desembre del 1998 | LINEAR                            |
| 49423 -             | 1998 XR77              | 15 de desembre del 1998 | LINEAR                            |
| 49424 -             | 1998 XC80              | 15 de desembre del 1998 | LINEAR                            |
| 49425 -             | 1998 XE80              | 15 de desembre del 1998 | LINEAR                            |
| 49426 -             | 1998 XP80              | 15 de desembre del 1998 | LINEAR                            |
| 49427 -             | 1998 XE86              | 15 de desembre del 1998 | LINEAR                            |
| 49428 -             | 1998 XL94              | 15 de desembre del 1998 | LINEAR                            |
| 49429 -             | 1998 XZ95              | 2 de desembre del 1998  | BAO Schmidt CCD Asteroid Program  |
| 49430 -             | 1998 XZ96              | 11 de desembre del 1998 | O. A. Naranjo                     |
| 49431 -             | 1998 XB99              | 15 de desembre del 1998 | LINEAR                            |
| 49432 -             | 1998 YD                | 16 de desembre del 1998 | K. Korlević                       |
| 49433 -             | 1998 YS                | 16 de desembre del 1998 | T. Kobayashi                      |
| 49434 -             | 1998 YB1               | 16 de desembre del 1998 | T. Kagawa                         |
| 49435 -             | 1998 YH1               | 16 de desembre del 1998 | T. Kagawa                         |
| 49436 -             | 1998 YX2               | 17 de desembre del 1998 | P. Pravec, U. Babiaková           |
| 49437 -             | 1998 YY3               | 17 de desembre del 1998 | T. Kagawa                         |
| 49438 -             | 1998 YD4               | 19 de desembre del 1998 | T. Kobayashi                      |
| 49439 -             | 1998 YC5               | 17 de desembre del 1998 | ODAS                              |
| 49440 Kenzotange    | 1998 YP5               | 21 de desembre del 1998 | A. Nakamura                       |
| 49441 -             | 1998 YM6               | 22 de desembre del 1998 | Osservatorio San Vittore          |
| 49442 -             | 1998 YD7               | 20 de desembre del 1998 | F. Uto                            |
| 49443 -             | 1998 YN7               | 22 de desembre del 1998 | G. Masotti, D. Guidetti           |
| 49444 -             | 1998 YO7               | 22 de desembre del 1998 | T. Kagawa                         |
| 49445 -             | 1998 YS8               | 17 de desembre del 1998 | BAO Schmidt CCD Asteroid Program  |
| 49446 -             | 1998 YO9               | 25 de desembre del 1998 | K. Korlević, M. Jurić             |
| 49447 -             | 1998 YW11              | 26 de desembre del 1998 | T. Kobayashi                      |
| 49448 Macocha       | 1998 YJ12              | 21 de desembre del 1998 | P. Pravec                         |
| 49449 -             | 1998 YN13              | 17 de desembre del 1998 | Spacewatch                        |
| 49450 -             | 1998 YD14              | 19 de desembre del 1998 | Spacewatch                        |
| 49451 -             | 1998 YH18              | 25 de desembre del 1998 | Spacewatch                        |
| 49452 -             | 1998 YV18              | 25 de desembre del 1998 | Spacewatch                        |
| 49453 -             | 1998 YD19              | 25 de desembre del 1998 | Spacewatch                        |
| 49454 -             | 1998 YH22              | 30 de desembre del 1998 | W. R. Cooney Jr., T. Martin       |
| 49455 -             | 1998 YO22              | 29 de desembre del 1998 | BAO Schmidt CCD Asteroid Program  |
| 49456 -             | 1998 YD28              | 21 de desembre del 1998 | LINEAR                            |
| 49457 -             | 1998 YC30              | 19 de desembre del 1998 | BAO Schmidt CCD Asteroid Program  |
| 49458 -             | 1999 AH2               | 9 de gener del 1999     | T. Kobayashi                      |
| 49459 -             | 1999 AJ2               | 9 de gener del 1999     | T. Kobayashi                      |
| 49460 -             | 1999 AT4               | 11 de gener del 1999    | T. Kobayashi                      |
| 49461 -             | 1999 AK5               | 10 de gener del 1999    | Y. Shimizu, T. Urata              |
| 49462 -             | 1999 AS6               | 9 de gener del 1999     | K. Korlević                       |
| 49463 -             | 1999 AZ6               | 9 de gener del 1999     | K. Korlević                       |
| 49464 -             | 1999 AO7               | 11 de gener del 1999    | K. Korlević                       |
| 49465 -             | 1999 AT8               | 10 de gener del 1999    | J. V. McClusky                    |
| 49466 -             | 1999 AX8               | 6 de gener del 1999     | BAO Schmidt CCD Asteroid Program  |
| 49467 -             | 1999 AC16              | 9 de gener del 1999     | Spacewatch                        |
| 49468 -             | 1999 AE24              | 15 de gener del 1999    | T. Kobayashi                      |
| 49469 -             | 1999 AL25              | 15 de gener del 1999    | S. Donati                         |
| 49470 -             | 1999 AZ26              | 9 de gener del 1999     | Spacewatch                        |
| 49471 -             | 1999 AX27              | 11 de gener del 1999    | Spacewatch                        |
| 49472 -             | 1999 AR30              | 14 de gener del 1999    | Spacewatch                        |
| 49473 -             | 1999 AT32              | 15 de gener del 1999    | Spacewatch                        |
| 49474 -             | 1999 BL                | 16 de gener del 1999    | T. Kobayashi                      |
| 49475 -             | 1999 BH3               | 19 de gener del 1999    | Črni Vrh                          |
| 49476 -             | 1999 BA6               | 21 de gener del 1999    | K. Korlević                       |
| 49477 -             | 1999 BA8               | 21 de gener del 1999    | K. Korlević                       |
| 49478 -             | 1999 BY8               | 22 de gener del 1999    | K. Korlević                       |
| 49479 -             | 1999 BH9               | 22 de gener del 1999    | K. Korlević                       |
| 49480 -             | 1999 BX9               | 23 de gener del 1999    | K. Korlević                       |
| 49481 Gisellarubini | 1999 BJ12              | 24 de gener del 1999    | M. M. M. Santangelo               |
| 49482 -             | 1999 BV12              | 24 de gener del 1999    | K. Korlević                       |
| 49483 -             | 1999 BP13              | 25 de gener del 1999    | K. Korlević                       |
| 49484 -             | 1999 BP15              | 27 de gener del 1999    | D. K. Chesney                     |
| 49485 -             | 1999 BL16              | 16 de gener del 1999    | LINEAR                            |
| 49486 -             | 1999 BU18              | 16 de gener del 1999    | LINEAR                            |
| 49487 -             | 1999 BM22              | 18 de gener del 1999    | LINEAR                            |
| 49488 -             | 1999 BZ23              | 18 de gener del 1999    | LINEAR                            |
| 49489 -             | 1999 BQ24              | 18 de gener del 1999    | LINEAR                            |
| 49490 -             | 1999 BX24              | 18 de gener del 1999    | LINEAR                            |
| 49491 -             | 1999 BW25              | 18 de gener del 1999    | LINEAR                            |
| 49492 -             | 1999 BC26              | 19 de gener del 1999    | K. Korlević                       |
| 49493 -             | 1999 CD                | 4 de febrer del 1999    | T. Kobayashi                      |
| 49494 -             | 1999 CJ1               | 6 de febrer del 1999    | T. Kobayashi                      |
| 49495 -             | 1999 CU1               | 7 de febrer del 1999    | T. Kobayashi                      |
| 49496 -             | 1999 CC2               | 8 de febrer del 1999    | T. Kobayashi                      |
| 49497 -             | 1999 CM3               | 8 de febrer del 1999    | F. Uto                            |
| 49498 -             | 1999 CO5               | 12 de febrer del 1999   | T. Kagawa                         |
| 49499 -             | 1999 CJ8               | 13 de febrer del 1999   | T. Kobayashi                      |
| 49500 -             | 1999 CP9               | 14 de febrer del 1999   | T. Kobayashi                      |
| 49501-49600         |                        |                         |                                   |
| 49501 Basso         | 1999 CN10              | 13 de febrer del 1999   | G. Masi                           |
| 49502 -             | 1999 CK14              | 15 de febrer del 1999   | K. Korlević                       |
| 49503 -             | 1999 CX16              | 10 de febrer del 1999   | LINEAR                            |
| 49504 -             | 1999 CA17              | 10 de febrer del 1999   | LINEAR                            |
| 49505 -             | 1999 CF19              | 10 de febrer del 1999   | LINEAR                            |
| 49506 -             | 1999 CE20              | 10 de febrer del 1999   | LINEAR                            |
| 49507 -             | 1999 CF20              | 10 de febrer del 1999   | LINEAR                            |
| 49508 -             | 1999 CG22              | 10 de febrer del 1999   | LINEAR                            |
| 49509 -             | 1999 CM22              | 10 de febrer del 1999   | LINEAR                            |
| 49510 -             | 1999 CX22              | 10 de febrer del 1999   | LINEAR                            |
| 49511 -             | 1999 CT25              | 10 de febrer del 1999   | LINEAR                            |
| 49512 -             | 1999 CJ27              | 10 de febrer del 1999   | LINEAR                            |
| 49513 -             | 1999 CK28              | 10 de febrer del 1999   | LINEAR                            |
| 49514 -             | 1999 CM31              | 10 de febrer del 1999   | LINEAR                            |
| 49515 -             | 1999 CP31              | 10 de febrer del 1999   | LINEAR                            |
| 49516 -             | 1999 CJ32              | 10 de febrer del 1999   | LINEAR                            |
| 49517 -             | 1999 CK32              | 10 de febrer del 1999   | LINEAR                            |
| 49518 -             | 1999 CN32              | 10 de febrer del 1999   | LINEAR                            |
| 49519 -             | 1999 CU33              | 10 de febrer del 1999   | LINEAR                            |
| 49520 -             | 1999 CX33              | 10 de febrer del 1999   | LINEAR                            |
| 49521 -             | 1999 CC36              | 10 de febrer del 1999   | LINEAR                            |
| 49522 -             | 1999 CK37              | 10 de febrer del 1999   | LINEAR                            |
| 49523 -             | 1999 CL38              | 10 de febrer del 1999   | LINEAR                            |
| 49524 -             | 1999 CJ39              | 10 de febrer del 1999   | LINEAR                            |
| 49525 -             | 1999 CO40              | 10 de febrer del 1999   | LINEAR                            |
| 49526 -             | 1999 CP40              | 10 de febrer del 1999   | LINEAR                            |
| 49527 -             | 1999 CR44              | 10 de febrer del 1999   | LINEAR                            |
| 49528 -             | 1999 CN46              | 10 de febrer del 1999   | LINEAR                            |
| 49529 -             | 1999 CF48              | 10 de febrer del 1999   | LINEAR                            |
| 49530 -             | 1999 CC50              | 10 de febrer del 1999   | LINEAR                            |
| 49531 -             | 1999 CR51              | 10 de febrer del 1999   | LINEAR                            |
| 49532 -             | 1999 CJ54              | 10 de febrer del 1999   | LINEAR                            |
| 49533 -             | 1999 CN54              | 10 de febrer del 1999   | LINEAR                            |
| 49534 -             | 1999 CO56              | 10 de febrer del 1999   | LINEAR                            |
| 49535 -             | 1999 CB57              | 10 de febrer del 1999   | LINEAR                            |
| 49536 -             | 1999 CS60              | 12 de febrer del 1999   | LINEAR                            |
| 49537 -             | 1999 CY60              | 12 de febrer del 1999   | LINEAR                            |
| 49538 -             | 1999 CH61              | 12 de febrer del 1999   | LINEAR                            |
| 49539 -             | 1999 CQ62              | 12 de febrer del 1999   | LINEAR                            |
| 49540 -             | 1999 CU63              | 12 de febrer del 1999   | LINEAR                            |
| 49541 -             | 1999 CO66              | 12 de febrer del 1999   | LINEAR                            |
| 49542 -             | 1999 CT70              | 12 de febrer del 1999   | LINEAR                            |
| 49543 -             | 1999 CD76              | 12 de febrer del 1999   | LINEAR                            |
| 49544 -             | 1999 CA77              | 12 de febrer del 1999   | LINEAR                            |
| 49545 -             | 1999 CJ77              | 12 de febrer del 1999   | LINEAR                            |
| 49546 -             | 1999 CG79              | 12 de febrer del 1999   | LINEAR                            |
| 49547 -             | 1999 CY82              | 10 de febrer del 1999   | LINEAR                            |
| 49548 -             | 1999 CP83              | 10 de febrer del 1999   | LINEAR                            |
| 49549 -             | 1999 CL84              | 10 de febrer del 1999   | LINEAR                            |
| 49550 -             | 1999 CO84              | 10 de febrer del 1999   | LINEAR                            |
| 49551 -             | 1999 CV84              | 10 de febrer del 1999   | LINEAR                            |
| 49552 -             | 1999 CF85              | 10 de febrer del 1999   | LINEAR                            |
| 49553 -             | 1999 CB87              | 10 de febrer del 1999   | LINEAR                            |
| 49554 -             | 1999 CG87              | 10 de febrer del 1999   | LINEAR                            |
| 49555 -             | 1999 CK88              | 10 de febrer del 1999   | LINEAR                            |
| 49556 -             | 1999 CJ91              | 10 de febrer del 1999   | LINEAR                            |
| 49557 -             | 1999 CQ91              | 10 de febrer del 1999   | LINEAR                            |
| 49558 -             | 1999 CN92              | 10 de febrer del 1999   | LINEAR                            |
| 49559 -             | 1999 CU92              | 10 de febrer del 1999   | LINEAR                            |
| 49560 -             | 1999 CQ93              | 10 de febrer del 1999   | LINEAR                            |
| 49561 -             | 1999 CA98              | 10 de febrer del 1999   | LINEAR                            |
| 49562 -             | 1999 CF100             | 10 de febrer del 1999   | LINEAR                            |
| 49563 -             | 1999 CQ100             | 10 de febrer del 1999   | LINEAR                            |
| 49564 -             | 1999 CN103             | 12 de febrer del 1999   | LINEAR                            |
| 49565 -             | 1999 CK104             | 12 de febrer del 1999   | LINEAR                            |
| 49566 -             | 1999 CM106             | 12 de febrer del 1999   | LINEAR                            |
| 49567 -             | 1999 CP107             | 12 de febrer del 1999   | LINEAR                            |
| 49568 -             | 1999 CT107             | 12 de febrer del 1999   | LINEAR                            |
| 49569 -             | 1999 CH109             | 12 de febrer del 1999   | LINEAR                            |
| 49570 -             | 1999 CQ110             | 12 de febrer del 1999   | LINEAR                            |
| 49571 -             | 1999 CA113             | 12 de febrer del 1999   | LINEAR                            |
| 49572 -             | 1999 CE114             | 12 de febrer del 1999   | LINEAR                            |
| 49573 -             | 1999 CB118             | 12 de febrer del 1999   | LINEAR                            |
| 49574 -             | 1999 CO119             | 11 de febrer del 1999   | LINEAR                            |
| 49575 -             | 1999 CX119             | 11 de febrer del 1999   | LINEAR                            |
| 49576 -             | 1999 CN121             | 11 de febrer del 1999   | LINEAR                            |
| 49577 -             | 1999 CB124             | 11 de febrer del 1999   | LINEAR                            |
| 49578 -             | 1999 CD124             | 11 de febrer del 1999   | LINEAR                            |
| 49579 -             | 1999 CL124             | 11 de febrer del 1999   | LINEAR                            |
| 49580 -             | 1999 CL126             | 11 de febrer del 1999   | LINEAR                            |
| 49581 -             | 1999 CO127             | 11 de febrer del 1999   | LINEAR                            |
| 49582 -             | 1999 CB128             | 11 de febrer del 1999   | LINEAR                            |
| 49583 -             | 1999 CU132             | 9 de febrer del 1999    | Spacewatch                        |
| 49584 -             | 1999 CE133             | 7 de febrer del 1999    | Spacewatch                        |
| 49585 -             | 1999 CO137             | 9 de febrer del 1999    | Spacewatch                        |
| 49586 -             | 1999 CD138             | 11 de febrer del 1999   | Spacewatch                        |
| 49587 -             | 1999 CL145             | 8 de febrer del 1999    | Spacewatch                        |
| 49588 -             | 1999 CJ149             | 13 de febrer del 1999   | Spacewatch                        |
| 49589 -             | 1999 CQ149             | 13 de febrer del 1999   | Spacewatch                        |
| 49590 -             | 1999 DZ1               | 18 de febrer del 1999   | NEAT                              |
| 49591 -             | 1999 DO2               | 19 de febrer del 1999   | T. Kobayashi                      |
| 49592 -             | 1999 DD7               | 25 de febrer del 1999   | T. Pauwels                        |
| 49593 -             | 1999 DX7               | 18 de febrer del 1999   | LONEOS                            |
| 49594 -             | 1999 EM13              | 10 de març del 1999     | Spacewatch                        |
| 49595 -             | 1999 FG                | 16 de març del 1999     | K. Korlević, M. Jurić             |
| 49596 -             | 1999 FT4               | 17 de març del 1999     | Spacewatch                        |
| 49597 -             | 1999 FY12              | 19 de març del 1999     | Spacewatch                        |
| 49598 -             | 1999 FU17              | 23 de març del 1999     | Spacewatch                        |
| 49599 -             | 1999 FM18              | 22 de març del 1999     | LONEOS                            |
| 49600 -             | 1999 FN18              | 22 de març del 1999     | LONEOS                            |
| 49601-49700         |                        |                         |                                   |
| 49601 -             | 1999 FG22              | 19 de març del 1999     | LINEAR                            |
| 49602 -             | 1999 FH24              | 19 de març del 1999     | LINEAR                            |
| 49603 -             | 1999 FC25              | 19 de març del 1999     | LINEAR                            |
| 49604 -             | 1999 FP25              | 19 de març del 1999     | LINEAR                            |
| 49605 -             | 1999 FE26              | 19 de març del 1999     | LINEAR                            |
| 49606 -             | 1999 FU27              | 19 de març del 1999     | LINEAR                            |
| 49607 -             | 1999 FC28              | 19 de març del 1999     | LINEAR                            |
| 49608 -             | 1999 FX28              | 19 de març del 1999     | LINEAR                            |
| 49609 -             | 1999 FO29              | 19 de març del 1999     | LINEAR                            |
| 49610 -             | 1999 FY29              | 19 de març del 1999     | LINEAR                            |
| 49611 -             | 1999 FV30              | 19 de març del 1999     | LINEAR                            |
| 49612 -             | 1999 FA31              | 19 de març del 1999     | LINEAR                            |
| 49613 -             | 1999 FS32              | 23 de març del 1999     | K. Korlević                       |
| 49614 -             | 1999 FB39              | 20 de març del 1999     | LINEAR                            |
| 49615 -             | 1999 FW41              | 20 de març del 1999     | LINEAR                            |
| 49616 -             | 1999 FY42              | 20 de març del 1999     | LINEAR                            |
| 49617 -             | 1999 FJ43              | 20 de març del 1999     | LINEAR                            |
| 49618 -             | 1999 FC44              | 20 de març del 1999     | LINEAR                            |
| 49619 -             | 1999 FU46              | 20 de març del 1999     | LINEAR                            |
| 49620 -             | 1999 FH51              | 20 de març del 1999     | LINEAR                            |
| 49621 -             | 1999 GL                | 6 d'abril del 1999      | P. G. Comba                       |
| 49622 -             | 1999 GO3               | 9 d'abril del 1999      | K. Korlević                       |
| 49623 -             | 1999 GB5               | 7 d'abril del 1999      | Y. Shimizu, T. Urata              |
| 49624 -             | 1999 GR10              | 11 d'abril del 1999     | Spacewatch                        |
| 49625 -             | 1999 GS10              | 11 d'abril del 1999     | Spacewatch                        |
| 49626 -             | 1999 GL16              | 9 d'abril del 1999      | LINEAR                            |
| 49627 -             | 1999 GP16              | 15 d'abril del 1999     | LINEAR                            |
| 49628 -             | 1999 GV16              | 15 d'abril del 1999     | LINEAR                            |
| 49629 -             | 1999 GF20              | 15 d'abril del 1999     | LINEAR                            |
| 49630 -             | 1999 GB21              | 15 d'abril del 1999     | LINEAR                            |
| 49631 -             | 1999 GA23              | 6 d'abril del 1999      | LINEAR                            |
| 49632 -             | 1999 GV37              | 12 d'abril del 1999     | LINEAR                            |
| 49633 -             | 1999 GC38              | 12 d'abril del 1999     | LINEAR                            |
| 49634 -             | 1999 GS41              | 12 d'abril del 1999     | LINEAR                            |
| 49635 -             | 1999 GA47              | 6 d'abril del 1999      | LONEOS                            |
| 49636 -             | 1999 HJ1               | 16 d'abril del 1999     | LINEAR                            |
| 49637 -             | 1999 HO8               | 16 d'abril del 1999     | LINEAR                            |
| 49638 -             | 1999 HK9               | 17 d'abril del 1999     | LINEAR                            |
| 49639 -             | 1999 JJ17              | 15 de maig del 1999     | Spacewatch                        |
| 49640 -             | 1999 JH19              | 10 de maig del 1999     | LINEAR                            |
| 49641 -             | 1999 JX25              | 10 de maig del 1999     | LINEAR                            |
| 49642 -             | 1999 JK26              | 10 de maig del 1999     | LINEAR                            |
| 49643 -             | 1999 JH31              | 10 de maig del 1999     | LINEAR                            |
| 49644 -             | 1999 JJ33              | 10 de maig del 1999     | LINEAR                            |
| 49645 -             | 1999 JU34              | 10 de maig del 1999     | LINEAR                            |
| 49646 -             | 1999 JX34              | 10 de maig del 1999     | LINEAR                            |
| 49647 -             | 1999 JW37              | 10 de maig del 1999     | LINEAR                            |
| 49648 -             | 1999 JR45              | 10 de maig del 1999     | LINEAR                            |
| 49649 -             | 1999 JC46              | 10 de maig del 1999     | LINEAR                            |
| 49650 -             | 1999 JH61              | 10 de maig del 1999     | LINEAR                            |
| 49651 -             | 1999 JR66              | 12 de maig del 1999     | LINEAR                            |
| 49652 -             | 1999 JW81              | 12 de maig del 1999     | LINEAR                            |
| 49653 -             | 1999 JO85              | 15 de maig del 1999     | LINEAR                            |
| 49654 -             | 1999 JV85              | 12 de maig del 1999     | LINEAR                            |
| 49655 -             | 1999 JY87              | 12 de maig del 1999     | LINEAR                            |
| 49656 -             | 1999 JK92              | 12 de maig del 1999     | LINEAR                            |
| 49657 -             | 1999 JH99              | 12 de maig del 1999     | LINEAR                            |
| 49658 -             | 1999 JK105             | 13 de maig del 1999     | LINEAR                            |
| 49659 -             | 1999 JC118             | 13 de maig del 1999     | LINEAR                            |
| 49660 -             | 1999 JU130             | 13 de maig del 1999     | LINEAR                            |
| 49661 -             | 1999 JH138             | 8 de maig del 1999      | LINEAR                            |
| 49662 -             | 1999 KC3               | 17 de maig del 1999     | Spacewatch                        |
| 49663 -             | 1999 LV4               | 8 de juny del 1999      | LINEAR                            |
| 49664 -             | 1999 MV                | 22 de juny del 1999     | CSS                               |
| 49665 -             | 1999 NL2               | 12 de juliol del 1999   | LINEAR                            |
| 49666 -             | 1999 NZ57              | 13 de juliol del 1999   | LINEAR                            |
| 49667 -             | 1999 OM2               | 22 de juliol del 1999   | LINEAR                            |
| 49668 -             | 1999 OP2               | 22 de juliol del 1999   | LINEAR                            |
| 49669 -             | 1999 RZ30              | 8 de setembre del 1999  | LINEAR                            |
| 49670 -             | 1999 RZ33              | 10 de setembre del 1999 | LINEAR                            |
| 49671 -             | 1999 RP46              | 7 de setembre del 1999  | LINEAR                            |
| 49672 -             | 1999 RM103             | 8 de setembre del 1999  | LINEAR                            |
| 49673 -             | 1999 RA215             | 13 de setembre del 1999 | D. Davis, B. J. Gladman, C. Neese |
| 49674 -             | 1999 SB5               | 30 de setembre del 1999 | LINEAR                            |
| 49675 -             | 1999 SW27              | 18 de setembre del 1999 | LINEAR                            |
| 49676 -             | 1999 TZ2               | 2 d'octubre del 1999    | CSS                               |
| 49677 -             | 1999 TB3               | 4 d'octubre del 1999    | P. G. Comba                       |
| 49678 -             | 1999 TQ7               | 2 d'octubre del 1999    | LINEAR                            |
| 49679 -             | 1999 TZ7               | 6 d'octubre del 1999    | Črni Vrh                          |
| 49680 -             | 1999 TN9               | 7 d'octubre del 1999    | K. Korlević, M. Jurić             |
| 49681 -             | 1999 TN25              | 3 d'octubre del 1999    | LINEAR                            |
| 49682 -             | 1999 TT29              | 4 d'octubre del 1999    | LINEAR                            |
| 49683 -             | 1999 TX70              | 9 d'octubre del 1999    | Spacewatch                        |
| 49684 -             | 1999 TH137             | 6 d'octubre del 1999    | LINEAR                            |
| 49685 -             | 1999 TT145             | 7 d'octubre del 1999    | LINEAR                            |
| 49686 -             | 1999 TP154             | 7 d'octubre del 1999    | LINEAR                            |
| 49687 -             | 1999 TQ178             | 10 d'octubre del 1999   | LINEAR                            |
| 49688 -             | 1999 TO198             | 12 d'octubre del 1999   | LINEAR                            |
| 49689 -             | 1999 TM200             | 12 d'octubre del 1999   | LINEAR                            |
| 49690 -             | 1999 TB212             | 15 d'octubre del 1999   | LINEAR                            |
| 49691 -             | 1999 TJ230             | 3 d'octubre del 1999    | CSS                               |
| 49692 -             | 1999 UB7               | 29 d'octubre del 1999   | Spacewatch                        |
| 49693 -             | 1999 UR10              | 31 d'octubre del 1999   | LINEAR                            |
| 49694 -             | 1999 US41              | 18 d'octubre del 1999   | LONEOS                            |
| 49695 -             | 1999 UF42              | 20 d'octubre del 1999   | LONEOS                            |
| 49696 -             | 1999 UW42              | 28 d'octubre del 1999   | CSS                               |
| 49697 -             | 1999 UK52              | 31 d'octubre del 1999   | CSS                               |
| 49698 -             | 1999 VA                | 1 de novembre del 1999  | Kleť                              |
| 49699 -             | 1999 VZ                | 3 de novembre del 1999  | H. Abe                            |
| 49700 -             | 1999 VN1               | 1 de novembre del 1999  | E. W. Elst, S. I. Ipatov          |
| 49701-49800         |                        |                         |                                   |
| 49701 -             | 1999 VZ1               | 5 de novembre del 1999  | J. M. Roe                         |
| 49702 Koikeda       | 1999 VC2               | 4 de novembre del 1999  | A. Tsuchikawa                     |
| 49703 -             | 1999 VT12              | 11 de novembre del 1999 | C. W. Juels                       |
| 49704 -             | 1999 VR15              | 2 de novembre del 1999  | Spacewatch                        |
| 49705 -             | 1999 VC19              | 11 de novembre del 1999 | G. Bell, G. Hug                   |
| 49706 -             | 1999 VB21              | 10 de novembre del 1999 | T. Kagawa                         |
| 49707 -             | 1999 VZ23              | 13 de novembre del 1999 | F. Uto                            |
| 49708 -             | 1999 VH26              | 3 de novembre del 1999  | LINEAR                            |
| 49709 -             | 1999 VJ26              | 3 de novembre del 1999  | LINEAR                            |
| 49710 -             | 1999 VC27              | 3 de novembre del 1999  | LINEAR                            |
| 49711 -             | 1999 VB29              | 3 de novembre del 1999  | LINEAR                            |
| 49712 -             | 1999 VP29              | 3 de novembre del 1999  | LINEAR                            |
| 49713 -             | 1999 VB34              | 3 de novembre del 1999  | LINEAR                            |
| 49714 -             | 1999 VP34              | 3 de novembre del 1999  | LINEAR                            |
| 49715 -             | 1999 VZ34              | 3 de novembre del 1999  | LINEAR                            |
| 49716 -             | 1999 VZ35              | 3 de novembre del 1999  | LINEAR                            |
| 49717 -             | 1999 VR36              | 3 de novembre del 1999  | LINEAR                            |
| 49718 -             | 1999 VP39              | 10 de novembre del 1999 | LINEAR                            |
| 49719 -             | 1999 VE50              | 3 de novembre del 1999  | LINEAR                            |
| 49720 -             | 1999 VV52              | 3 de novembre del 1999  | LINEAR                            |
| 49721 -             | 1999 VX52              | 3 de novembre del 1999  | LINEAR                            |
| 49722 -             | 1999 VS63              | 4 de novembre del 1999  | LINEAR                            |
| 49723 -             | 1999 VX64              | 4 de novembre del 1999  | LINEAR                            |
| 49724 -             | 1999 VQ66              | 4 de novembre del 1999  | LINEAR                            |
| 49725 -             | 1999 VD67              | 4 de novembre del 1999  | LINEAR                            |
| 49726 -             | 1999 VF67              | 4 de novembre del 1999  | LINEAR                            |
| 49727 -             | 1999 VG69              | 4 de novembre del 1999  | LINEAR                            |
| 49728 -             | 1999 VE72              | 11 de novembre del 1999 | BAO Schmidt CCD Asteroid Program  |
| 49729 -             | 1999 VB73              | 12 de novembre del 1999 | LINEAR                            |
| 49730 -             | 1999 VQ78              | 4 de novembre del 1999  | LINEAR                            |
| 49731 -             | 1999 VR80              | 4 de novembre del 1999  | LINEAR                            |
| 49732 -             | 1999 VX85              | 4 de novembre del 1999  | LINEAR                            |
| 49733 -             | 1999 VB103             | 9 de novembre del 1999  | LINEAR                            |
| 49734 -             | 1999 VR106             | 9 de novembre del 1999  | LINEAR                            |
| 49735 -             | 1999 VX106             | 9 de novembre del 1999  | LINEAR                            |
| 49736 -             | 1999 VU109             | 9 de novembre del 1999  | LINEAR                            |
| 49737 -             | 1999 VS112             | 9 de novembre del 1999  | LINEAR                            |
| 49738 -             | 1999 VP113             | 4 de novembre del 1999  | CSS                               |
| 49739 -             | 1999 VZ121             | 4 de novembre del 1999  | Spacewatch                        |
| 49740 -             | 1999 VV123             | 5 de novembre del 1999  | Spacewatch                        |
| 49741 -             | 1999 VW124             | 9 de novembre del 1999  | LINEAR                            |
| 49742 -             | 1999 VS129             | 11 de novembre del 1999 | Spacewatch                        |
| 49743 -             | 1999 VP143             | 11 de novembre del 1999 | CSS                               |
| 49744 -             | 1999 VO145             | 9 de novembre del 1999  | LINEAR                            |
| 49745 -             | 1999 VM153             | 11 de novembre del 1999 | Spacewatch                        |
| 49746 -             | 1999 VG156             | 12 de novembre del 1999 | LINEAR                            |
| 49747 -             | 1999 VK161             | 14 de novembre del 1999 | LINEAR                            |
| 49748 -             | 1999 VD166             | 14 de novembre del 1999 | LINEAR                            |
| 49749 -             | 1999 VQ166             | 14 de novembre del 1999 | LINEAR                            |
| 49750 -             | 1999 VV167             | 14 de novembre del 1999 | LINEAR                            |
| 49751 -             | 1999 VL168             | 14 de novembre del 1999 | LINEAR                            |
| 49752 -             | 1999 VP169             | 14 de novembre del 1999 | LINEAR                            |
| 49753 -             | 1999 VD172             | 14 de novembre del 1999 | LINEAR                            |
| 49754 -             | 1999 VL172             | 14 de novembre del 1999 | LINEAR                            |
| 49755 -             | 1999 VO172             | 14 de novembre del 1999 | LINEAR                            |
| 49756 -             | 1999 VJ177             | 5 de novembre del 1999  | LINEAR                            |
| 49757 -             | 1999 VO183             | 12 de novembre del 1999 | LINEAR                            |
| 49758 -             | 1999 VY188             | 15 de novembre del 1999 | LINEAR                            |
| 49759 -             | 1999 VX189             | 15 de novembre del 1999 | LINEAR                            |
| 49760 -             | 1999 VK190             | 15 de novembre del 1999 | LINEAR                            |
| 49761 -             | 1999 VU201             | 3 de novembre del 1999  | LINEAR                            |
| 49762 -             | 1999 VQ207             | 13 de novembre del 1999 | CSS                               |
| 49763 -             | 1999 VO210             | 12 de novembre del 1999 | LONEOS                            |
| 49764 -             | 1999 VE212             | 12 de novembre del 1999 | LINEAR                            |
| 49765 -             | 1999 VB217             | 4 de novembre del 1999  | LINEAR                            |
| 49766 -             | 1999 WS                | 18 de novembre del 1999 | T. Urata                          |
| 49767 -             | 1999 WK2               | 26 de novembre del 1999 | K. Korlević                       |
| 49768 -             | 1999 WP3               | 28 de novembre del 1999 | T. Kobayashi                      |
| 49769 -             | 1999 WZ6               | 28 de novembre del 1999 | K. Korlević                       |
| 49770 -             | 1999 WC7               | 28 de novembre del 1999 | K. Korlević                       |
| 49771 -             | 1999 WP7               | 28 de novembre del 1999 | K. Korlević                       |
| 49772 -             | 1999 WT7               | 28 de novembre del 1999 | K. Korlević                       |
| 49773 -             | 1999 WJ8               | 28 de novembre del 1999 | T. Kobayashi                      |
| 49774 -             | 1999 WT9               | 30 de novembre del 1999 | T. Kobayashi                      |
| 49775 -             | 1999 WO13              | 29 de novembre del 1999 | K. Korlević                       |
| 49776 -             | 1999 WG18              | 28 de novembre del 1999 | K. Korlević                       |
| 49777 Cappi         | 1999 XS                | 2 de desembre del 1999  | P. G. Comba                       |
| 49778 -             | 1999 XT                | 2 de desembre del 1999  | LINEAR                            |
| 49779 -             | 1999 XG3               | 4 de desembre del 1999  | CSS                               |
| 49780 -             | 1999 XG6               | 4 de desembre del 1999  | CSS                               |
| 49781 -             | 1999 XT7               | 4 de desembre del 1999  | C. W. Juels                       |
| 49782 -             | 1999 XK9               | 2 de desembre del 1999  | Spacewatch                        |
| 49783 -             | 1999 XW9               | 4 de desembre del 1999  | Spacewatch                        |
| 49784 -             | 1999 XA10              | 5 de desembre del 1999  | Spacewatch                        |
| 49785 -             | 1999 XB10              | 5 de desembre del 1999  | Spacewatch                        |
| 49786 -             | 1999 XE11              | 5 de desembre del 1999  | CSS                               |
| 49787 -             | 1999 XY11              | 6 de desembre del 1999  | CSS                               |
| 49788 -             | 1999 XA13              | 5 de desembre del 1999  | LINEAR                            |
| 49789 -             | 1999 XY15              | 6 de desembre del 1999  | K. Korlević                       |
| 49790 -             | 1999 XF20              | 5 de desembre del 1999  | LINEAR                            |
| 49791 -             | 1999 XF31              | 6 de desembre del 1999  | LINEAR                            |
| 49792 -             | 1999 XO31              | 6 de desembre del 1999  | LINEAR                            |
| 49793 -             | 1999 XX31              | 6 de desembre del 1999  | LINEAR                            |
| 49794 -             | 1999 XH32              | 6 de desembre del 1999  | LINEAR                            |
| 49795 -             | 1999 XJ32              | 6 de desembre del 1999  | LINEAR                            |
| 49796 -             | 1999 XS32              | 6 de desembre del 1999  | LINEAR                            |
| 49797 -             | 1999 XC33              | 6 de desembre del 1999  | LINEAR                            |
| 49798 -             | 1999 XL33              | 6 de desembre del 1999  | LINEAR                            |
| 49799 -             | 1999 XB34              | 6 de desembre del 1999  | LINEAR                            |
| 49800 -             | 1999 XL34              | 6 de desembre del 1999  | LINEAR                            |
| 49801-49900         |                        |                         |                                   |
| 49801 -             | 1999 XP34              | 6 de desembre del 1999  | LINEAR                            |
| 49802 -             | 1999 XA35              | 6 de desembre del 1999  | LINEAR                            |
| 49803 -             | 1999 XG35              | 7 de desembre del 1999  | LINEAR                            |
| 49804 -             | 1999 XM35              | 4 de desembre del 1999  | CSS                               |
| 49805 -             | 1999 XC36              | 6 de desembre del 1999  | T. Kobayashi                      |
| 49806 -             | 1999 XL38              | 8 de desembre del 1999  | LINEAR                            |
| 49807 -             | 1999 XL39              | 6 de desembre del 1999  | LINEAR                            |
| 49808 -             | 1999 XD40              | 6 de desembre del 1999  | LINEAR                            |
| 49809 -             | 1999 XC42              | 7 de desembre del 1999  | LINEAR                            |
| 49810 -             | 1999 XH43              | 7 de desembre del 1999  | LINEAR                            |
| 49811 -             | 1999 XT44              | 7 de desembre del 1999  | LINEAR                            |
| 49812 -             | 1999 XH46              | 7 de desembre del 1999  | LINEAR                            |
| 49813 -             | 1999 XQ46              | 7 de desembre del 1999  | LINEAR                            |
| 49814 -             | 1999 XL47              | 7 de desembre del 1999  | LINEAR                            |
| 49815 -             | 1999 XK56              | 7 de desembre del 1999  | LINEAR                            |
| 49816 -             | 1999 XZ57              | 7 de desembre del 1999  | LINEAR                            |
| 49817 -             | 1999 XC58              | 7 de desembre del 1999  | LINEAR                            |
| 49818 -             | 1999 XT58              | 7 de desembre del 1999  | LINEAR                            |
| 49819 -             | 1999 XA59              | 7 de desembre del 1999  | LINEAR                            |
| 49820 -             | 1999 XS64              | 7 de desembre del 1999  | LINEAR                            |
| 49821 -             | 1999 XA70              | 7 de desembre del 1999  | LINEAR                            |
| 49822 -             | 1999 XD70              | 7 de desembre del 1999  | LINEAR                            |
| 49823 -             | 1999 XV71              | 7 de desembre del 1999  | LINEAR                            |
| 49824 -             | 1999 XV73              | 7 de desembre del 1999  | LINEAR                            |
| 49825 -             | 1999 XW73              | 7 de desembre del 1999  | LINEAR                            |
| 49826 -             | 1999 XN74              | 7 de desembre del 1999  | LINEAR                            |
| 49827 -             | 1999 XM77              | 7 de desembre del 1999  | LINEAR                            |
| 49828 -             | 1999 XE82              | 7 de desembre del 1999  | LINEAR                            |
| 49829 -             | 1999 XA83              | 7 de desembre del 1999  | LINEAR                            |
| 49830 -             | 1999 XP83              | 7 de desembre del 1999  | LINEAR                            |
| 49831 -             | 1999 XT83              | 7 de desembre del 1999  | LINEAR                            |
| 49832 -             | 1999 XA84              | 7 de desembre del 1999  | LINEAR                            |
| 49833 -             | 1999 XB84              | 7 de desembre del 1999  | LINEAR                            |
| 49834 -             | 1999 XC84              | 7 de desembre del 1999  | LINEAR                            |
| 49835 -             | 1999 XK84              | 7 de desembre del 1999  | LINEAR                            |
| 49836 -             | 1999 XD85              | 7 de desembre del 1999  | LINEAR                            |
| 49837 -             | 1999 XN85              | 7 de desembre del 1999  | LINEAR                            |
| 49838 -             | 1999 XS86              | 7 de desembre del 1999  | LINEAR                            |
| 49839 -             | 1999 XY87              | 7 de desembre del 1999  | LINEAR                            |
| 49840 -             | 1999 XQ89              | 7 de desembre del 1999  | LINEAR                            |
| 49841 -             | 1999 XN90              | 7 de desembre del 1999  | LINEAR                            |
| 49842 -             | 1999 XS90              | 7 de desembre del 1999  | LINEAR                            |
| 49843 -             | 1999 XP92              | 7 de desembre del 1999  | LINEAR                            |
| 49844 -             | 1999 XR92              | 7 de desembre del 1999  | LINEAR                            |
| 49845 -             | 1999 XA93              | 7 de desembre del 1999  | LINEAR                            |
| 49846 -             | 1999 XE93              | 7 de desembre del 1999  | LINEAR                            |
| 49847 -             | 1999 XO93              | 7 de desembre del 1999  | LINEAR                            |
| 49848 -             | 1999 XG94              | 7 de desembre del 1999  | LINEAR                            |
| 49849 -             | 1999 XK94              | 7 de desembre del 1999  | LINEAR                            |
| 49850 -             | 1999 XM94              | 7 de desembre del 1999  | LINEAR                            |
| 49851 -             | 1999 XM95              | 7 de desembre del 1999  | T. Kobayashi                      |
| 49852 -             | 1999 XA96              | 9 de desembre del 1999  | T. Kobayashi                      |
| 49853 -             | 1999 XG96              | 7 de desembre del 1999  | LINEAR                            |
| 49854 -             | 1999 XB98              | 7 de desembre del 1999  | LINEAR                            |
| 49855 -             | 1999 XV98              | 7 de desembre del 1999  | LINEAR                            |
| 49856 -             | 1999 XC99              | 7 de desembre del 1999  | LINEAR                            |
| 49857 -             | 1999 XD99              | 7 de desembre del 1999  | LINEAR                            |
| 49858 -             | 1999 XZ99              | 7 de desembre del 1999  | LINEAR                            |
| 49859 -             | 1999 XB100             | 7 de desembre del 1999  | LINEAR                            |
| 49860 -             | 1999 XO100             | 7 de desembre del 1999  | LINEAR                            |
| 49861 -             | 1999 XG101             | 7 de desembre del 1999  | LINEAR                            |
| 49862 -             | 1999 XC104             | 9 de desembre del 1999  | T. Kagawa                         |
| 49863 -             | 1999 XK104             | 7 de desembre del 1999  | LINEAR                            |
| 49864 -             | 1999 XS104             | 10 de desembre del 1999 | T. Kobayashi                      |
| 49865 -             | 1999 XF108             | 4 de desembre del 1999  | CSS                               |
| 49866 -             | 1999 XG111             | 7 de desembre del 1999  | CSS                               |
| 49867 -             | 1999 XL111             | 8 de desembre del 1999  | CSS                               |
| 49868 -             | 1999 XF112             | 7 de desembre del 1999  | LINEAR                            |
| 49869 -             | 1999 XG115             | 12 de desembre del 1999 | G. W. Billings                    |
| 49870 -             | 1999 XK118             | 5 de desembre del 1999  | CSS                               |
| 49871 -             | 1999 XY118             | 5 de desembre del 1999  | CSS                               |
| 49872 -             | 1999 XT124             | 7 de desembre del 1999  | CSS                               |
| 49873 -             | 1999 XZ124             | 7 de desembre del 1999  | CSS                               |
| 49874 -             | 1999 XW129             | 12 de desembre del 1999 | LINEAR                            |
| 49875 -             | 1999 XR130             | 12 de desembre del 1999 | LINEAR                            |
| 49876 -             | 1999 XG131             | 12 de desembre del 1999 | LINEAR                            |
| 49877 -             | 1999 XD133             | 12 de desembre del 1999 | LINEAR                            |
| 49878 -             | 1999 XF134             | 12 de desembre del 1999 | LINEAR                            |
| 49879 -             | 1999 XH135             | 6 de desembre del 1999  | LINEAR                            |
| 49880 -             | 1999 XP135             | 8 de desembre del 1999  | LINEAR                            |
| 49881 -             | 1999 XO138             | 4 de desembre del 1999  | Spacewatch                        |
| 49882 -             | 1999 XO140             | 2 de desembre del 1999  | Spacewatch                        |
| 49883 -             | 1999 XW140             | 2 de desembre del 1999  | Spacewatch                        |
| 49884 -             | 1999 XA144             | 10 de desembre del 1999 | LINEAR                            |
| 49885 -             | 1999 XG146             | 7 de desembre del 1999  | Spacewatch                        |
| 49886 -             | 1999 XX151             | 7 de desembre del 1999  | Spacewatch                        |
| 49887 -             | 1999 XH156             | 8 de desembre del 1999  | LINEAR                            |
| 49888 -             | 1999 XQ156             | 8 de desembre del 1999  | LINEAR                            |
| 49889 -             | 1999 XA158             | 8 de desembre del 1999  | LINEAR                            |
| 49890 -             | 1999 XE158             | 8 de desembre del 1999  | LINEAR                            |
| 49891 -             | 1999 XF158             | 8 de desembre del 1999  | LINEAR                            |
| 49892 -             | 1999 XG159             | 8 de desembre del 1999  | LINEAR                            |
| 49893 -             | 1999 XF160             | 8 de desembre del 1999  | LINEAR                            |
| 49894 -             | 1999 XJ160             | 8 de desembre del 1999  | LINEAR                            |
| 49895 -             | 1999 XK160             | 8 de desembre del 1999  | LINEAR                            |
| 49896 -             | 1999 XN160             | 8 de desembre del 1999  | LINEAR                            |
| 49897 -             | 1999 XY160             | 8 de desembre del 1999  | LINEAR                            |
| 49898 -             | 1999 XZ160             | 8 de desembre del 1999  | LINEAR                            |
| 49899 -             | 1999 XA163             | 8 de desembre del 1999  | Spacewatch                        |
| 49900 -             | 1999 XV163             | 8 de desembre del 1999  | CSS                               |
| 49901-50000         |                        |                         |                                   |
| 49901 -             | 1999 XK164             | 8 de desembre del 1999  | LINEAR                            |
| 49902 -             | 1999 XS164             | 8 de desembre del 1999  | LINEAR                            |
| 49903 -             | 1999 XK165             | 8 de desembre del 1999  | LINEAR                            |
| 49904 -             | 1999 XN165             | 8 de desembre del 1999  | LINEAR                            |
| 49905 -             | 1999 XU165             | 8 de desembre del 1999  | LINEAR                            |
| 49906 -             | 1999 XX165             | 8 de desembre del 1999  | LINEAR                            |
| 49907 -             | 1999 XZ165             | 9 de desembre del 1999  | LINEAR                            |
| 49908 -             | 1999 XZ168             | 10 de desembre del 1999 | LINEAR                            |
| 49909 -             | 1999 XB169             | 10 de desembre del 1999 | LINEAR                            |
| 49910 -             | 1999 XS169             | 10 de desembre del 1999 | LINEAR                            |
| 49911 -             | 1999 XT169             | 10 de desembre del 1999 | LINEAR                            |
| 49912 -             | 1999 XY170             | 10 de desembre del 1999 | LINEAR                            |
| 49913 -             | 1999 XE171             | 10 de desembre del 1999 | LINEAR                            |
| 49914 -             | 1999 XG171             | 10 de desembre del 1999 | LINEAR                            |
| 49915 -             | 1999 XU171             | 10 de desembre del 1999 | LINEAR                            |
| 49916 -             | 1999 XV171             | 10 de desembre del 1999 | LINEAR                            |
| 49917 -             | 1999 XG172             | 10 de desembre del 1999 | LINEAR                            |
| 49918 -             | 1999 XX172             | 10 de desembre del 1999 | LINEAR                            |
| 49919 -             | 1999 XY172             | 10 de desembre del 1999 | LINEAR                            |
| 49920 -             | 1999 XV173             | 10 de desembre del 1999 | LINEAR                            |
| 49921 -             | 1999 XL174             | 10 de desembre del 1999 | LINEAR                            |
| 49922 -             | 1999 XP174             | 10 de desembre del 1999 | LINEAR                            |
| 49923 -             | 1999 XQ174             | 10 de desembre del 1999 | LINEAR                            |
| 49924 -             | 1999 XY174             | 10 de desembre del 1999 | LINEAR                            |
| 49925 -             | 1999 XJ175             | 10 de desembre del 1999 | LINEAR                            |
| 49926 -             | 1999 XK175             | 10 de desembre del 1999 | LINEAR                            |
| 49927 -             | 1999 XG176             | 10 de desembre del 1999 | LINEAR                            |
| 49928 -             | 1999 XN176             | 10 de desembre del 1999 | LINEAR                            |
| 49929 -             | 1999 XU176             | 10 de desembre del 1999 | LINEAR                            |
| 49930 -             | 1999 XZ176             | 10 de desembre del 1999 | LINEAR                            |
| 49931 -             | 1999 XL177             | 10 de desembre del 1999 | LINEAR                            |
| 49932 -             | 1999 XK178             | 10 de desembre del 1999 | LINEAR                            |
| 49933 -             | 1999 XD179             | 10 de desembre del 1999 | LINEAR                            |
| 49934 -             | 1999 XU179             | 10 de desembre del 1999 | LINEAR                            |
| 49935 -             | 1999 XV179             | 10 de desembre del 1999 | LINEAR                            |
| 49936 -             | 1999 XD180             | 10 de desembre del 1999 | LINEAR                            |
| 49937 -             | 1999 XO180             | 10 de desembre del 1999 | LINEAR                            |
| 49938 -             | 1999 XS180             | 10 de desembre del 1999 | LINEAR                            |
| 49939 -             | 1999 XV180             | 10 de desembre del 1999 | LINEAR                            |
| 49940 -             | 1999 XZ186             | 12 de desembre del 1999 | LINEAR                            |
| 49941 -             | 1999 XN187             | 12 de desembre del 1999 | LINEAR                            |
| 49942 -             | 1999 XL188             | 12 de desembre del 1999 | LINEAR                            |
| 49943 -             | 1999 XW192             | 12 de desembre del 1999 | LINEAR                            |
| 49944 -             | 1999 XQ193             | 12 de desembre del 1999 | LINEAR                            |
| 49945 -             | 1999 XC201             | 12 de desembre del 1999 | LINEAR                            |
| 49946 -             | 1999 XD204             | 12 de desembre del 1999 | LINEAR                            |
| 49947 -             | 1999 XY204             | 12 de desembre del 1999 | LINEAR                            |
| 49948 -             | 1999 XF205             | 12 de desembre del 1999 | LINEAR                            |
| 49949 -             | 1999 XG207             | 12 de desembre del 1999 | LINEAR                            |
| 49950 -             | 1999 XJ207             | 12 de desembre del 1999 | LINEAR                            |
| 49951 -             | 1999 XT211             | 13 de desembre del 1999 | LINEAR                            |
| 49952 -             | 1999 XH212             | 14 de desembre del 1999 | LINEAR                            |
| 49953 -             | 1999 XL215             | 14 de desembre del 1999 | LINEAR                            |
| 49954 -             | 1999 XL216             | 13 de desembre del 1999 | Spacewatch                        |
| 49955 -             | 1999 XU216             | 13 de desembre del 1999 | Spacewatch                        |
| 49956 -             | 1999 XZ220             | 14 de desembre del 1999 | LINEAR                            |
| 49957 -             | 1999 XQ221             | 15 de desembre del 1999 | LINEAR                            |
| 49958 -             | 1999 XC223             | 15 de desembre del 1999 | LINEAR                            |
| 49959 -             | 1999 XJ225             | 13 de desembre del 1999 | Spacewatch                        |
| 49960 -             | 1999 XN225             | 13 de desembre del 1999 | Spacewatch                        |
| 49961 -             | 1999 XZ226             | 15 de desembre del 1999 | Spacewatch                        |
| 49962 -             | 1999 XU227             | 15 de desembre del 1999 | Spacewatch                        |
| 49963 -             | 1999 XH228             | 14 de desembre del 1999 | Spacewatch                        |
| 49964 -             | 1999 XQ228             | 14 de desembre del 1999 | Spacewatch                        |
| 49965 -             | 1999 XA231             | 7 de desembre del 1999  | CSS                               |
| 49966 -             | 1999 XT231             | 8 de desembre del 1999  | LINEAR                            |
| 49967 -             | 1999 XC235             | 3 de desembre del 1999  | LONEOS                            |
| 49968 -             | 1999 XN243             | 3 de desembre del 1999  | LONEOS                            |
| 49969 -             | 1999 XS247             | 6 de desembre del 1999  | LINEAR                            |
| 49970 -             | 1999 XD249             | 6 de desembre del 1999  | LINEAR                            |
| 49971 -             | 1999 XZ249             | 6 de desembre del 1999  | LINEAR                            |
| 49972 -             | 1999 XL255             | 12 de desembre del 1999 | Spacewatch                        |
| 49973 -             | 1999 YQ                | 16 de desembre del 1999 | LINEAR                            |
| 49974 -             | 1999 YT2               | 16 de desembre del 1999 | Spacewatch                        |
| 49975 -             | 1999 YZ2               | 16 de desembre del 1999 | LINEAR                            |
| 49976 -             | 1999 YR4               | 28 de desembre del 1999 | G. Hug, G. Bell                   |
| 49977 -             | 1999 YS4               | 28 de desembre del 1999 | G. Hug, G. Bell                   |
| 49978 -             | 1999 YT5               | 28 de desembre del 1999 | LINEAR                            |
| 49979 -             | 1999 YB8               | 27 de desembre del 1999 | Spacewatch                        |
| 49980 -             | 1999 YQ10              | 27 de desembre del 1999 | Spacewatch                        |
| 49981 -             | 1999 YJ13              | 30 de desembre del 1999 | K. Korlević                       |
| 49982 -             | 1999 YP22              | 31 de desembre del 1999 | LONEOS                            |
| 49983 -             | 1999 YX22              | 31 de desembre del 1999 | LONEOS                            |
| 49984 -             | 2000 AA1               | 2 de gener del 2000     | Spacewatch                        |
| 49985 -             | 2000 AX1               | 2 de gener del 2000     | K. Korlević                       |
| 49986 -             | 2000 AF2               | 3 de gener del 2000     | T. Kobayashi                      |
| 49987 -             | 2000 AB5               | 3 de gener del 2000     | L. Tesi, G. Forti                 |
| 49988 -             | 2000 AE5               | 3 de gener del 2000     | T. Kagawa                         |
| 49989 -             | 2000 AJ5               | 2 de gener del 2000     | K. Korlević                       |
| 49990 -             | 2000 AK5               | 4 de gener del 2000     | K. Korlević                       |
| 49991 -             | 2000 AZ5               | 4 de gener del 2000     | Spacewatch                        |
| 49992 -             | 2000 AQ7               | 2 de gener del 2000     | LINEAR                            |
| 49993 -             | 2000 AH8               | 2 de gener del 2000     | LINEAR                            |
| 49994 -             | 2000 AR9               | 2 de gener del 2000     | LINEAR                            |
| 49995 -             | 2000 AG11              | 3 de gener del 2000     | LINEAR                            |
| 49996 -             | 2000 AP11              | 3 de gener del 2000     | LINEAR                            |
| 49997 -             | 2000 AZ12              | 3 de gener del 2000     | LINEAR                            |
| 49998 -             | 2000 AA13              | 3 de gener del 2000     | LINEAR                            |
| 49999 -             | 2000 AW14              | 3 de gener del 2000     | LINEAR                            |
| 50000 Quaoar        | 2002 LM60              | 4 de juny del 2002      | C. A. Trujillo, M. E. Brown       |